# Suoinejaure
Suoinejaure är en sjö i Gällivare kommun i Lappland och ingår i Råneälvens huvudavrinningsområde. Sjön har en area på 0,0486 kvadratkilometer och ligger 284,9 meter över havet. Suoinejaure ligger i Granlandet Natura 2000-område.

## Delavrinningsområde
Suoinejaure ingår i det delavrinningsområde (738404-176615) som SMHI kallar för Nedlagd mätstation. Medelhöjden är 294 meter över havet och ytan är 57,19 kvadratkilometer. Räknas de 4 avrinningsområdena uppströms in blir den ackumulerade arean 183,21 kvadratkilometer. Rörån (Livasälven) som avvattnar avrinningsområdet har biflödesordning 2, vilket innebär att vattnet flödar genom totalt 2 vattendrag innan det når havet efter 98 kilometer. Avrinningsområdet består mestadels av skog (65 procent) och sankmarker (34 procent). Avrinningsområdet har 0,05 kvadratkilometer vattenytor vilket ger det en sjöprocent på 0,1 procent.